# تیم ملی فوتسال گوآم
تیم ملی فوتسال گوام  نماینده گوام در مسابقات بین‌المللی فوتسال و یکی از تیم‌های فوتسال آسیایی است. 